# راسل لافاييت سيسيل
راسل لافاييت سيسيل (بالإنجليزية: Russell LaFayette Cecil)‏ (1881-1 يونيو 1965) هو طبيبٌ أمريكي، حرر أول نسخةٍ من كتاب سيسيل للطب في عام 1927.